# Christine, o Carro Assassino
Christine (bra: Christine, o Carro Assassino, ou Christine - O Carro Assassino; prt: Christine, o Carro Assassino), também chamado de John Carpenter's Christine, é um filme estadunidense de 1983, dos gêneros horror, drama e suspense, dirigido por John Carpenter, com roteiro de Bill Phillips baseado no romance Christine, de Stephen King.
Estrelado por Keith Gordon, John Stockwell, Alexandra Paul, Robert Prosky e Harry Dean Stanton, com atuações de Roberts Blossom e Kelly Preston, o longa conta a história de um adolescente solitário e vítima de bullying na escola que compra um carro que tem habilidades especiais. O filme acompanha as mudanças na vida de Arnie Cunningham, seus amigos, sua família e seus inimigos adolescentes depois que Arnie compra um clássico Plymouth Fury vermelho e branco de 1958 chamado Christine, um carro que parece ter uma personalidade ciumenta e possessiva - e uma mente própria. O filme foi dedicado a Robert "Bob" Dawn, que era o supervisor de maquiagem do filme.
Em seu lançamento o filme arrecadou vinte e um milhões de dólares nas bilheterias e apesar de ter tido um recepção morna entre os críticos o filme se tornou um clássico cult.

## Sinopse
Detroit, Michigan, setembro de 1957. O fascínio de um Plymouth Fury 1958 seduz um jovem de 17 anos e passa a exigir sua total submissão, eliminando todos que ameacem seu poder.

## Elenco
- Keith Gordon ..... Arnold "Arnie" Cunningham
- John Stockwell ..... Dennis Guilder
- Alexandra Paul ..... Leigh Cabot
- Robert Prosky ..... Will Darnell
- Harry Dean Stanton ..... Detective Rudolph Junkins
- Christine Belford ..... Regina Cunningham
- Kelly Preston ..... Roseanne
- Roberts Blossom ..... George LeBay
- William Ostrander ..... Clarence "Buddy" Repperton
- Malcolm Danare ..... Peter "Moochie" Welch
- Robert Darnell ..... Michael Cunningham
- David Spielberg ..... Sr. Casey

## Produção
O produtor Richard Kobritz já havia produzido anteriormente a minisérie Salem's Lot, também baseada em um romance de Stephen King. Enquanto produzia a minisérie, Kobritz se tornou conhecido de King que lhe mandou manuscritos de dois de seus romances, Cujo e Christine. Kobritz, então, comprou os direitos de Christine depois de se ver atraído pela celebração que o livro fazia do que ele chamou de: "obsessão americana por carros".
De acordo com John Carpenter, Christine não era um filme que ele planejava dirigir, dizendo que ele dirigiu o filme como um "trabalho" e não como um "projeto pessoal". Ele tinha anteriormente dirigido The Thing (1982), que tinha tido uma bilheteria ruim e o colocou em uma posição crítica no mercado cinematográfico. Em retrospecto, Carpenter afirmou que após ler Christine, ele sentiu que a história não era muito assustadora, "mas era algo que eu precisava fazer naquele momento por minha carreira".
O romance de King, fonte para o filme de Carpenter, deixa claro que o carro estava possuído pelo espirito malígno de seu dono anterior, Roland D. LeBay, contudo a versão da história apresentada no filme mostra que o espírito malígno que acompanha o carro já estava presente nele no dia de sua fabricação. A maioria das mortes na história também foi alterada em relação ao livro, já que os cineastas optaram por uma "aproximação mais cinematográficas" na forma como os personagens morrem.

### Casting
Inicialmente, a Columbia Pictures queria Brooke Shields para o papel de Leigh, devido à sua fama obtida após o sucesso do filme A Lagoa Azul e Scott Baio como Arnie. Os cineastas, no entanto, recusaram as sugestões, optando por escalar atores mais jovens e desconhecidos nos papéis. Kevin Bacon chegou a fazer o teste para o papel de Arnie, mas optou por atuar em Footloose (1984) quando os produtores desse filme lhe ofereceram o papel principal no longa. Carpenter então escalou Keith Gordon para viver "Arnie". Gordon tinha alguma experiência cinematográfica e também já havia trabalhado com teatro. John Stockwell fez teste para o papel de "Dennis Guilder" e foi aprovado. Alexandra Paul, de 19 anos, foi escolhida para o papel de Leigh depois de fazer um teste em Nova York. De acordo com Carpenter, Paul era uma "jovem atriz destreinada" na época, mas trouxe "grande qualidade" à personagem Leigh. De acordo com Paul, antes de ser escolhida para o papel ela nunca tinha lido nenhum livro de King e nem sequer visto nenhum dos filmes de Carpenter e apenas leu o livro durante o processo de preparação para o filme.

### Filmagem
Christine foi filmado em grande parte na área de Los Angeles, Califórnia, enquanto às cenas que se passam na "Garagem do Darnell" foram filmadas em Santa Clarita. As filmagens começaram em abril de 1983, poucos dias depois que o livro de King havia sido lançado na livrarias. As cenas envolvendo dublês foram coordenadas pelo chefe de dublês Terry Leonard, que inclusive estava atrás do volante de "Christine" em todas as cenas do filme que envolviam alta velocidade, incluindo a cena em que o carro em chamas corre por uma rodovia.

### O carro

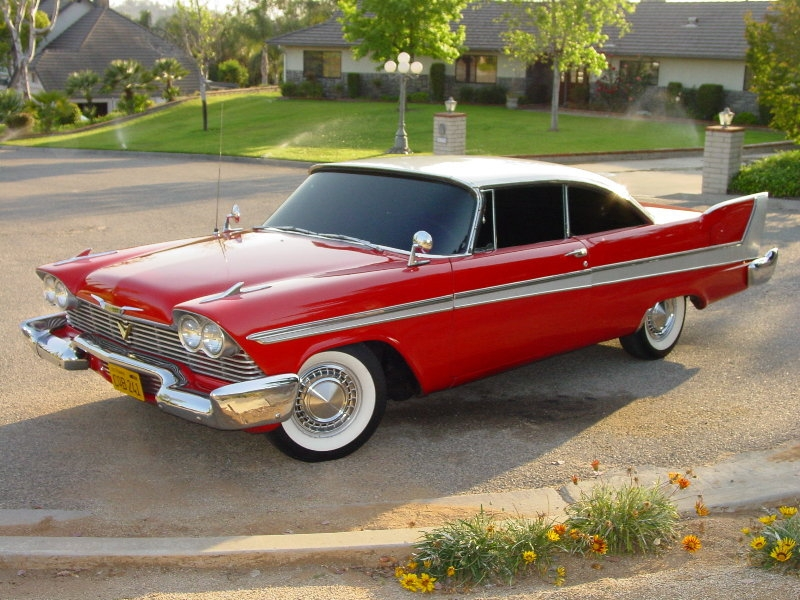
Um dos dois carros restantes utilizados no filme Christine

Apesar de no filme o veículo ser identificado como um Plymouth Fury 1958 e nas propagandas originais lançadas nas rádios americanas em 1983 o carro ser identificado como um "Fury 1957", na verdade outros dois modelos de Plymouth, o Belvedere e o Savoy, foram usados para retratar "Christine" no filme. John Carpenter colocou anúncios em todo o Sul da Califórnia procurando por modelos do carro e conseguiu comprar 24 deles em vários estágios de deterioração que foram usados para construir um total de 17 copias do carro usado no filme.
O orçamento total para a obtençao dos Plymouth Fury 1958 era de apenas 5,303 e na época os carros eram dificéis de encontrar e caros para se adquirir. Além disso, os Fury reais eram fabricados em apenas uma cor, "Buckskin Beige", vista nos outros Furys da linha de produção na primeira cena do filme. O Fury também recebeu acabamento dourado anodizado em seu corpo e o "script" Fury no pára-choque traseiro. Vários veículos foram destruídos durante as filmagens, mas a maioria dos carros eram modelos Savoy e Belvedere "vestidos" para se parecerem com Furys. Pelo menos um Savoy 1957 foi usado com sua frente modificada para parecer um Fury 1958.
Originalmente, Carpenter não tinha planejado filmar a cena de regeneração de Christine, mas decidiu incluí-la depois que as filmagens já tinham terminado. As tomadas do carro se regenerando foram filmadas já no período de pós-produção e foram feitas usando equipamentos hidráulicos.
Dos vinte carros usados no filme, apenas dois ainda existem. Um é um carro usado nas cenas de ação e agora se encontra nas mãos de um colecionador privado na Califórnia. E o outro veículo foi recolhido de um ferro-velho e restaurado pelo colecionador Bill Gibson e hoje se encontra em Pensacola, Flórida.

## Lançamento

### Bilheteria
Christine foi lançado na América do Norte em 9 de dezembro de 1983 em 1,045 sala de cinemas.
Em seu fim de semana de estreia Christine arrecadou US$ 3,4 milhões e ficou em quarto lugar entre os filmes mais vistos daquele fim de semana. O filme sofreu queda de 39,6% na bilheteria em seu segundo fim de semana, arrecadando US$ 2 milhões e caindo para a oitava posição. Em seu terceiro fim de semana, a obra arrecadou US$ 1,8 milhão e caiu para nono lugar. Na quarta semana, o filme se manteve em quarto lugar, arrecadando US$ 2,7 milhões. Em seu quinto fim de semana, a película voltou para a oitava posição, arrecadando US$ 2 milhões. No sexto fim de semana, Christine caiu para a 12.ª posição, arrecadando US$ 1,3 milhão. No sétimo fim de semana, o filme arrecadou US$ 820 mil, despencando para o 14.º lugar. No total, o filme arrecadou US$ 21 milhões, apenas nos Estados Unidos.

### Recepção
No agregador de críticas de televisão e cinema Rotten Tomatoes, Christine tem 69% de aprovação e uma nota média de 5,9/10, baseado em 26 críticas. No website, o consenso da crítica é que: "As rachaduras começam a aparecer nos instintos de direção de John Carpenter, mas Christine não deixa de ser bobo e vividamente divertido". No Metacritic, outro agregador de críticas, o filme tem a nota de 57/100, baseado em 10 críticas. A revista Variety deu ao filme uma crítica ruim, dizendo: "Christine parece uma recauchutagem. Desta vez é um Plymouth Fury 1958 que é possuído pelo Diabo, e essa premissa déjà vu (do romance de Stephen King) combinada com o formato de veículo enlouquecido, faz Christine parecer muito desgastada" Já o crítico do Chicago Sun-Times Roger Ebert gostou do filme e deu à obra 3 de 4 estrelas e disse: "No final do filme, Christine desenvolveu uma personalidade tão formidável que estamos realmente tomando partido durante o duelo com a escavadeira". A crítica do The New York Times Janet Maslin avaliou o filme assim: "As primeiras partes do filme são envolventes e bem executadas, criando uma "atmosfera de ensino médio" credível. Infelizmente, a parte posterior do filme é lenta em seu desenvolvimento e se desdobra de maneira previsível.

### Home media
O filme foi lançado em VHS pela Columbia Pictures e depois em uma edição especial em DVD em 2004. Em 12 de março de 2013, a Twilight Time Video lançou o filme em Blu-ray pela primeira vez em uma edição limitada de apenas 3,000 cópias. Em 29 de setembro de 2015, a Sony Pictures Home Entertainment relançou o filme em Blu-ray. O filme foi lançado em 4K UHD Blu-Ray em 11 de setembro de 2018.

## Trilha Sonora
Duas trilhas sonoras do filme foram lançadas. Uma consistia basicamente de músicas escritas e compostas por John Carpenter and Alan Howarth e a outra consistia basicamente de canções pop contemporâneas usadas no filme.

### Score
| N.º | Título                              | Duração |  |
| 1.  | "Arnie's Love Theme"                | 1:15    |  |
| 2.  | "Obsessed with the Car"             | 2:07    |  |
| 3.  | "Football Run/Kill Your Kids"       | 2:42    |  |
| 4.  | "The Rape"                          | 1:10    |  |
| 5.  | "The Discovery"                     | 1:30    |  |
| 6.  | "Show Me"                           | 2:36    |  |
| 7.  | "Moochie's Death"                   | 2:25    |  |
| 8.  | "Junkins"                           | 3:33    |  |
| 9.  | "Buddy's Death"                     | 1:27    |  |
| 10. | "Nobody's Home/Restored"            | 1:44    |  |
| 11. | "Car Obsession Reprise"             | 1:53    |  |
| 12. | "Christine Attacks (Plymouth Fury)" | 2:30    |  |
| 13. | "Talk on the Couch"                 | 1:23    |  |
| 14. | "Regeneration"                      | 1:25    |  |
| 15. | "Darnell's Tonight"                 | 0:13    |  |
| 16. | "Arnie"                             | 1:01    |  |
| 17. | "Undented"                          | 1:54    |  |
| 18. | "Moochie Mix Four"                  | 2:26    |  |

### Canções que aparecem no filme
O albúm contendo canções que foram usadas no filme foi chamado de Christine: Original Motion Picture Soundtrack e foi lançado em LP e fita cassete pela Motown Records. O albúm contêm 10 (das 15) canções listadas nos créditos do filme, mais uma canção composta por John Carpenter and Alan Howarth. A lista de faixas é a seguinte:
1. George Thorogood and the Destroyers – "Bad to the Bone"
2. Buddy Holly & the Crickets – "Not Fade Away"
3. Johnny Ace – "Pledging My Love"
4. Robert & Johnny – "We Belong Together"
5. Little Richard – "Keep A-Knockin'"
6. Dion and The Belmonts – "I Wonder Why"
7. The Viscounts – "Harlem Nocturne"
8. Thurston Harris – "Little Bitty Pretty One"
9. Danny & The Juniors – "Rock n' Roll is Here to Stay"
10. John Carpenter & Alan Howarth – "Christine Attacks (Plymouth Fury)"
11. Larry Williams – "Bony Moronie"

As faixas a seguir não foram incluídas nesse LP, mas foram usadas no filme e estão listadas nos créditos do filme:
- ABBA – "The Name of the Game"
- Bonnie Raitt – "Runaway"
- Ritchie Valens – "Come on, Let's Go"
- Tanya Tucker – "Not Fade Away"
- The Rolling Stones – "Beast of Burden"